# Tournoi masculin de beach-volley aux Jeux olympiques d'été de 2016
Navigation
Londres 2012 Tokyo 2020
Le tournoi masculin de beach-volley des Jeux olympiques d'été de 2016 se déroule du 6 août 2016 au 18 août 2016 à l'Aréna de beach-volley, sur la plage de Copacabana à Rio de Janeiro.

## Format de la compétition
Les 24 équipes sont séparées en six groupes de quatre, lesquelles disputent un round robin entre elles. Les deux premiers de chaque groupe, ainsi que les deux meilleurs troisièmes, sont qualifiés pour la phase finale. Les quatre autres troisièmes disputent le tour de rattrapage, dont les deux vainqueurs rejoignent également la phase finale. Les quatrièmes de groupe sont éliminés. La phase finale consiste en huitièmes de finale, quarts de finale, demi-finales, match pour la médaille de bronze et finale.

## Phase préliminaire

### Formation des groupes
Les équipes sont réparties entre les groupes selon le classement mondial de la FIVB.
| Poule A                                                                                                   | Poule B                                                                                          | Poule C                                                                                       | Poule D                                                                                             | Poule E | Poule F                                                                                    |
| --- | ------------------------------------------------------------------------------------------------ | --------------------------------------------------------------------------------------------- | --------------------------------------------------------------------------------------------------- | --- | ------------------------------------------------------------------------------------------ |
| Alison / Bruno Schmidt (BRA) Carambula / Ranghieri (ITA) Doppler / Horst (AUT) Binstock / Schachter (CAN) | Brouwer / Meeuwsen (NED) Kantor / Łosiak (POL) Böckermann / Flüggen (GER) Barsouk / Liamin (RUS) | Dalhausser / Lucena (USA) Lupo / Nicolai (ITA) Ontiveros / Virgen (MEX) Belhaj / Naceur (TUN) | Evandro / Pedro Solberg (BRA) Samoilovs / Šmēdiņš (LAT) Saxton / Schalk (CAN) Díaz / González (CUB) | Nummerdor / Varenhorst (NED) Krasilnikov / Semenov (RUS) Fijałek / Prudel (POL) E. Grimalt / M. Grimalt (CHI) | Gibb / Patterson (USA) Gavira / Herrera (ESP) Huber / Seidl (AUT) Cherif / Jefferson (QAT) |

### Poule A
Les deux premières équipes de la poule sont qualifiées pour les huitièmes de finale, la troisième pour le tour de rattrapage.
- Qualifiés pour les huitièmes de finale
- Qualifiés pour le tour de rattrapage
- Éliminés

| # | Équipe                       | Pts | J | G | Gt | Pt | P | Sp | Sc | Ratio | Pp  | Pc  | Ratio |
| 1 | Carambula / Ranghieri (ITA)  | 5   | 3 | 1 | 1  | 0  | 1 | 4  | 3  | 1.333 | 127 | 119 | 1.067 |
| 2 | Alison / Bruno Schmidt (BRA) | 5   | 3 | 2 | 0  | 1  | 0 | 5  | 2  | 2.5   | 140 | 128 | 1.094 |
| 3 | Doppler / Horst (AUT)        | 5   | 3 | 0 | 2  | 0  | 1 | 4  | 4  | 1     | 133 | 145 | 0.917 |
| 4 | Binstock / Schachter (CAN)   | 3   | 3 | 0 | 0  | 1  | 2 | 2  | 6  | 0.333 | 137 | 145 | 0.945 |

| Date         | Match                                                    | Score | Set 1   | Set 2   | Set 3   | Durée  | Stats   |
| ------------ | -------------------------------------------------------- | ----- | ------- | ------- | ------- | ------ | ------- |
| 6 août 2016  | Carambula / Ranghieri (ITA) Doppler / Horst (AUT)        | 2 - 0 | 21 - 14 | 21 - 13 | -       | 41 min | Rapport |
| 6 août 2016  | Alison / Bruno Schmidt (BRA) Binstock / Schachter (CAN)  | 2 - 0 | 21 - 19 | 22 - 20 | -       | 47 min | Rapport |
| 8 août 2016  | Alison / Bruno Schmidt (BRA) Doppler / Horst (AUT)       | 1 - 2 | 21 - 23 | 21 - 16 | 13 - 15 | 59 min | Rapport |
| 8 août 2016  | Carambula / Ranghieri (ITA) Binstock / Schachter (CAN)   | 2 - 1 | 21 - 18 | 14 - 21 | 15 - 11 | 60 min | Rapport |
| 10 août 2016 | Alison / Bruno Schmidt (BRA) Carambula / Ranghieri (ITA) | 2 - 0 | 21 - 19 | 21 - 16 | -       | 48 min | Rapport |
| 10 août 2016 | Doppler / Horst (AUT) Binstock / Schachter (CAN)         | 2 - 1 | 21 - 19 | 16 - 21 | 15 - 8  | 52 min | Rapport |

### Poule B
Les deux premières équipes de la poule sont qualifiées pour les huitièmes de finale, la troisième pour le tour de rattrapage.
- Qualifiés pour les huitièmes de finale
- Qualifiés pour le tour de rattrapage
- Éliminés

| # | Équipe                     | Pts | J | G | Gt | Pt | P | Sp | Sc | Ratio | Pp  | Pc  | Ratio |
| 1 | Brouwer / Meeuwsen (NED)   | 6   | 3 | 2 | 1  | 0  | 0 | 6  | 1  | 6     | 138 | 121 | 1.14  |
| 2 | Barsouk / Liamin (RUS)     | 5   | 3 | 2 | 0  | 0  | 1 | 4  | 2  | 2     | 113 | 104 | 1.087 |
| 3 | Kantor / Łosiak (POL)      | 4   | 3 | 1 | 0  | 0  | 2 | 2  | 4  | 0.5   | 113 | 116 | 0.974 |
| 4 | Böckermann / Flüggen (GER) | 3   | 3 | 0 | 0  | 1  | 2 | 1  | 6  | 0.167 | 117 | 140 | 0.836 |

| Date         | Match                                               | Score | Set 1   | Set 2   | Set 3   | Durée  | Stats   |
| ------------ | --------------------------------------------------- | ----- | ------- | ------- | ------- | ------ | ------- |
| 6 août 2016  | Brouwer / Meeuwsen (NED) Barsouk / Liamin (RUS)     | 2 - 0 | 21 - 15 | 21 - 14 | -       | 39 min | Rapport |
| 6 août 2016  | Kantor / Łosiak (POL) Böckermann / Flüggen (GER)    | 2 - 0 | 21 - 11 | 23 - 21 | -       | 39 min | Rapport |
| 8 août 2016  | Kantor / Łosiak (POL) Barsouk / Liamin (RUS)        | 0 - 2 | 14 - 21 | 17 - 21 | -       |        |         |
| 8 août 2016  | Brouwer / Meeuwsen (NED) Böckermann / Flüggen (GER) | 2 - 1 | 21 - 19 | 17 - 21 | 16 - 14 | 62 min | Rapport |
| 10 août 2016 | Brouwer / Meeuwsen (NED) Kantor / Łosiak (POL)      | 2 - 0 | 21 - 19 | 21 - 19 | -       | 43 min | Rapport |
| 10 août 2016 | Böckermann / Flüggen (GER) Barsouk / Liamin (RUS)   | 0 - 2 | 14 - 21 | 17 - 21 | -       | 38 min | Rapport |

### Poule C
Les deux premières équipes de la poule sont qualifiées pour les huitièmes de finale, la troisième pour le tour de rattrapage.
- Qualifiés pour les huitièmes de finale
- Qualifiés pour le tour de rattrapage
- Éliminés

| # | Équipe                    | Pts | J | G | Gt | Pt | P | Sp | Sc | Ratio | Pp  | Pc  | Ratio |
| 1 | Dalhausser / Lucena (USA) | 6   | 3 | 2 | 1  | 0  | 0 | 6  | 1  | 6     | 146 | 107 | 1.364 |
| 2 | Ontiveros / Virgen (MEX)  | 5   | 3 | 1 | 1  | 0  | 1 | 4  | 3  | 1.333 | 123 | 108 | 1.139 |
| 3 | Lupo / Nicolai (ITA)      | 4   | 3 | 1 | 0  | 2  | 0 | 4  | 4  | 1     | 144 | 142 | 1.014 |
| 4 | Belhaj / Naceur (TUN)     | 3   | 3 | 0 | 0  | 0  | 3 | 0  | 6  | 0     | 70  | 126 | 0.556 |

| Date         | Match                                              | Score | Set 1   | Set 2   | Set 3   | Durée  | Stats   |
| ------------ | -------------------------------------------------- | ----- | ------- | ------- | ------- | ------ | ------- |
| 7 août 2016  | Lupo / Nicolai (ITA) Ontiveros / Virgen (MEX)      | 1 - 2 | 21 - 14 | 14 - 21 | 11 - 15 | 51 min | Rapport |
| 7 août 2016  | Dalhausser / Lucena (USA) Belhaj / Naceur (TUN)    | 2 - 0 | 21 - 7  | 21 - 13 | -       | 33 min | Rapport |
| 9 août 2016  | Dalhausser / Lucena (USA) Ontiveros / Virgen (MEX) | 2 - 0 | 21 - 14 | 21 - 17 | -       | 44 min | Rapport |
| 9 août 2016  | Lupo / Nicolai (ITA) Belhaj / Naceur (TUN)         | 2 - 0 | 21 - 17 | 21 - 13 | -       | 37 min | Rapport |
| 11 août 2016 | Dalhausser / Lucena (USA) Lupo / Nicolai (ITA)     | 2 - 1 | 21 - 13 | 17 - 21 | 24 - 22 | 60 min | Rapport |
| 11 août 2016 | Ontiveros / Virgen (MEX) Belhaj / Naceur (TUN)     | 2 - 0 | 21 - 10 | 21 - 10 | -       | 31 min | Rapport |

### Poule D
Les deux premières équipes de la poule sont qualifiées pour les huitièmes de finale, la troisième pour le tour de rattrapage.
- Qualifiés pour les huitièmes de finale
- Qualifiés pour le tour de rattrapage
- Éliminés

| # | Équipe                        | Pts | J | G | Gt | Pt | P | Sp | Sc | Ratio | Pp  | Pc  | Ratio |
| 1 | Díaz / González (CUB)         | 6   | 3 | 1 | 2  | 0  | 0 | 6  | 2  | 3     | 159 | 142 | 1.12  |
| 2 | Evandro / Pedro Solberg (BRA) | 4   | 3 | 0 | 1  | 2  | 0 | 4  | 5  | 0.8   | 157 | 159 | 0.987 |
| 3 | Saxton / Schalk (CAN)         | 4   | 3 | 0 | 1  | 1  | 1 | 3  | 5  | 0.6   | 138 | 149 | 0.926 |
| 4 | Samoilovs / Šmēdiņš (LAT)     | 4   | 3 | 0 | 1  | 2  | 0 | 4  | 5  | 0.8   | 150 | 164 | 0.915 |

| Date         | Match                                                   | Score | Set 1   | Set 2   | Set 3   | Durée  | Stats   |
| ------------ | ------------------------------------------------------- | ----- | ------- | ------- | ------- | ------ | ------- |
| 7 août 2016  | Evandro / Pedro Solberg (BRA) Díaz / González (CUB)     | 1 - 2 | 22 - 24 | 23 - 21 | 13 - 15 | 63 min | Rapport |
| 7 août 2016  | Samoilovs / Šmēdiņš (LAT) Saxton / Schalk (CAN)         | 2 - 1 | 21 - 17 | 18 - 21 | 15 - 13 |        |         |
| 9 août 2016  | Evandro / Pedro Solberg (BRA) Saxton / Schalk (CAN)     | 1 - 2 | 21 - 17 | 18 - 21 | 14 - 16 | 61 min | Rapport |
| 9 août 2016  | Samoilovs / Šmēdiņš (LAT) Díaz / González (CUB)         | 1 - 2 | 21 - 23 | 21 - 19 | 9 - 15  | 55 min | Rapport |
| 11 août 2016 | Saxton / Schalk (CAN) Díaz / González (CUB)             | 0 - 2 | 15 - 21 | 18 - 21 | -       | 35 min | Rapport |
| 11 août 2016 | Evandro / Pedro Solberg (BRA) Samoilovs / Šmēdiņš (LAT) | 2 - 1 | 21 - 16 | 20 - 22 | 15 - 7  | 53 min | Rapport |

### Poule E
Les deux premières équipes de la poule sont qualifiées pour les huitièmes de finale, la troisième pour le tour de rattrapage.
- Qualifiés pour les huitièmes de finale
- Qualifiés pour le tour de rattrapage
- Éliminés

| # | Équipe                        | Pts | J | G | Gt | Pt | P | Sp | Sc | Ratio | Pp  | Pc  | Ratio |
| 1 | Krasilnikov / Semenov (RUS)   | 6   | 3 | 2 | 1  | 0  | 0 | 6  | 1  | 6     | 134 | 103 | 1.301 |
| 2 | Nummerdor / Varenhorst (NED)  | 5   | 3 | 1 | 1  | 1  | 0 | 5  | 3  | 1.667 | 142 | 126 | 1.127 |
| 3 | Fijałek / Prudel (POL)        | 4   | 3 | 0 | 1  | 1  | 1 | 3  | 5  | 0.6   | 126 | 140 | 0.9   |
| 4 | E. Grimalt / M. Grimalt (CHI) | 3   | 3 | 0 | 0  | 1  | 2 | 1  | 6  | 0.167 | 103 | 136 | 0.757 |

| Date         | Match                                                      | Score | Set 1   | Set 2   | Set 3  | Durée  | Stats   |
| ------------ | ---------------------------------------------------------- | ----- | ------- | ------- | ------ | ------ | ------- |
| 7 août 2016  | Nummerdor / Varenhorst (NED) E. Grimalt / M. Grimalt (CHI) | 2 - 0 | 21 - 16 | 21 - 13 | -      | 41 min | Rapport |
| 7 août 2016  | Krasilnikov / Semenov (RUS) Fijałek / Prudel (POL)         | 2 - 0 | 21 - 14 | 21 - 13 | -      | 40 min | Rapport |
| 9 août 2016  | Nummerdor / Varenhorst (NED) Fijałek / Prudel (POL)        | 2 - 1 | 21 - 17 | 19 - 21 | 15 - 9 | 51 min | Rapport |
| 9 août 2016  | Krasilnikov / Semenov (RUS) E. Grimalt / M. Grimalt (CHI)  | 2 - 0 | 21 - 17 | 21 - 14 | -      | 39 min | Rapport |
| 11 août 2016 | Fijałek / Prudel (POL) E. Grimalt / M. Grimalt (CHI)       | 2 - 1 | 21 - 13 | 16 - 21 | 15 - 9 | 56 min | Rapport |
| 11 août 2016 | Nummerdor / Varenhorst (NED) Krasilnikov / Semenov (RUS)   | 1 - 2 | 15 - 21 | 21 - 14 | 9 - 15 | 48 min | Rapport |

### Poule F
Les deux premières équipes de la poule sont qualifiées pour les huitièmes de finale, la troisième pour le tour de rattrapage.
- Qualifiés pour les huitièmes de finale
- Qualifiés pour le tour de rattrapage
- Éliminés

| # | Équipe                   | Pts | J | G | Gt | Pt | P | Sp | Sc | Ratio | Pp  | Pc  | Ratio |
| 1 | Gavira / Herrera (ESP)   | 5   | 3 | 0 | 2  | 1  | 0 | 5  | 4  | 1.25  | 153 | 147 | 1.041 |
| 2 | Cherif / Jefferson (QAT) | 5   | 3 | 0 | 2  | 0  | 1 | 4  | 4  | 1     | 135 | 145 | 0.931 |
| 3 | Huber / Seidl (AUT)      | 4   | 3 | 1 | 0  | 2  | 0 | 4  | 4  | 1     | 145 | 140 | 1.036 |
| 4 | Gibb / Patterson (USA)   | 4   | 3 | 1 | 0  | 1  | 1 | 3  | 4  | 0.75  | 125 | 126 | 0.992 |

| Date         | Match                                           | Score | Set 1   | Set 2   | Set 3   | Durée  | Stats   |
| ------------ | ----------------------------------------------- | ----- | ------- | ------- | ------- | ------ | ------- |
| 6 août 2016  | Gibb / Patterson (USA) Cherif / Jefferson (QAT) | 2 - 0 | 21 - 16 | 21 - 16 | -       | 37 min | Rapport |
| 6 août 2016  | Gavira / Herrera (ESP) Huber / Seidl (AUT)      | 2 - 1 | 14 - 21 | 21 - 17 | 15 - 13 | 56 min | Rapport |
| 8 août 2016  | Gavira / Herrera (ESP) Cherif / Jefferson (QAT) | 1 - 2 | 21 - 13 | 18 - 20 | 12 - 15 |        |         |
| 8 août 2016  | Gibb / Patterson (USA) Huber / Seidl (AUT)      | 0 - 2 | 18 - 21 | 18 - 21 | -       | 43 min | Rapport |
| 10 août 2016 | Gibb / Patterson (USA) Gavira / Herrera (ESP)   | 1 - 2 | 19 - 21 | 21 - 16 | 7 - 15  | 56 min | Rapport |
| 10 août 2016 | Huber / Seidl (AUT) Cherif / Jefferson (QAT)    | 1 - 2 | 21 - 18 | 19 - 21 | 12 - 15 | 57 min | Rapport |

## Tour de rattrapage (lucky losers)

### Classement des troisièmes
- Qualifiés pour les huitièmes de finale
- Qualifiés pour le tour de rattrapage

| # | Équipe                           | Pts | J | G | Gt | Pt | P | Sp | Sc | Ratio | Pp  | Pc  | Ratio |
| 1 | Doppler / Horst (AUT) (poule A)  | 5   | 3 | 0 | 2  | 0  | 1 | 4  | 4  | 1     | 133 | 145 | 0.917 |
| 2 | Huber / Seidl (AUT) (poule F)    | 4   | 3 | 1 | 0  | 2  | 0 | 4  | 4  | 1     | 145 | 140 | 1.036 |
| 3 | Lupo / Nicolai (ITA) (poule C)   | 4   | 3 | 1 | 0  | 2  | 0 | 4  | 4  | 1     | 144 | 142 | 1.014 |
| 4 | Saxton / Schalk (CAN) (poule D)  | 4   | 3 | 0 | 1  | 1  | 1 | 3  | 5  | 0.6   | 138 | 149 | 0.926 |
| 5 | Fijałek / Prudel (POL) (poule E) | 4   | 3 | 0 | 1  | 1  | 1 | 3  | 5  | 0.6   | 126 | 140 | 0.9   |
| 6 | Kantor / Łosiak (POL) (poule B)  | 4   | 3 | 1 | 0  | 0  | 2 | 2  | 4  | 0.5   | 113 | 116 | 0.974 |

### Matches de barrages
| Date         | Match                                        | Score | Set 1   | Set 2   | Set 3   | Durée  | Stats   |
| ------------ | -------------------------------------------- | ----- | ------- | ------- | ------- | ------ | ------- |
| 11 août 2016 | Lupo / Nicolai (ITA) Kantor / Łosiak (POL)   | 2 - 1 | 21 - 12 | 15 - 21 | 15 - 13 | 46 min | Rapport |
| 11 août 2016 | Saxton / Schalk (CAN) Fijałek / Prudel (POL) | 2 - 0 | 21 - 19 | 21 - 18 | -       | 45 min | Rapport |

## Phase finale

### Tableau
|  | Huitièmes de finale                | Huitièmes de finale               |                                   |                               | Quarts de finale                 | Quarts de finale |  |  | Demi-finales | Demi-finales |  |  | Finale | Finale |
|  | Huitièmes de finale                | Huitièmes de finale               |                                   |                               | Quarts de finale                 | Quarts de finale |  |  | Demi-finales | Demi-finales |  |  | Finale | Finale |
|  |                                    |                                   |                                   |                               |                                  |                  |  |  |              |              |  |  |        |        |
|  |                                    |                                   |                                   |                               |                                  |                  |  |  |              |              |  |  |        |        |
|  |                                    |                                   |                                   |                               |                                  |                  |  |  |              |              |  |  |        |        |
|  | [A1] Carambula / Ranghieri (ITA)   | 0                                 |                                   |                               |                                  |                  |  |  |              |              |  |  |        |        |
|  | [A1] Carambula / Ranghieri (ITA)   | 0                                 |                                   |                               |                                  |                  |  |  |              |              |  |  |        |        |
|  | [C3] Lupo / Nicolai (ITA)          | 2                                 |                                   |                               |                                  |                  |  |  |              |              |  |  |        |        |
|  | [C3] Lupo / Nicolai (ITA)          | 2                                 | [C3] Lupo / Nicolai (ITA)         | 2                             |                                  |                  |  |  |              |              |  |  |        |        |
|  |                                    |                                   | [C3] Lupo / Nicolai (ITA)         | 2                             |                                  |                  |  |  |              |              |  |  |        |        |
|  |                                    | [B2] Barsouk / Liamin (RUS)       | 1                                 |                               |                                  |                  |  |  |              |              |  |  |        |        |
|  | [D2] Evandro / Pedro Solberg (BRA) | [B2] Barsouk / Liamin (RUS)       | 1                                 | 1                             |                                  |                  |  |  |              |              |  |  |        |        |
|  | [D2] Evandro / Pedro Solberg (BRA) |                                   |                                   | 1                             |                                  |                  |  |  |              |              |  |  |        |        |
|  | [B2] Barsouk / Liamin (RUS)        | 2                                 |                                   |                               |                                  |                  |  |  |              |              |  |  |        |        |
|  | [B2] Barsouk / Liamin (RUS)        | 2                                 | [C3] Lupo / Nicolai (ITA)         | 2                             |                                  |                  |  |  |              |              |  |  |        |        |
|  |                                    |                                   | [C3] Lupo / Nicolai (ITA)         | 2                             |                                  |                  |  |  |              |              |  |  |        |        |
|  |                                    | [E1] Krasilnikov / Semenov (RUS)  | 1                                 |                               |                                  |                  |  |  |              |              |  |  |        |        |
|  | [E1] Krasilnikov / Semenov (RUS)   | [E1] Krasilnikov / Semenov (RUS)  | 1                                 | 2                             |                                  |                  |  |  |              |              |  |  |        |        |
|  | [E1] Krasilnikov / Semenov (RUS)   |                                   |                                   | 2                             |                                  |                  |  |  |              |              |  |  |        |        |
|  | [F2] Cherif / Jefferson (QAT)      | 0                                 |                                   |                               |                                  |                  |  |  |              |              |  |  |        |        |
|  | [F2] Cherif / Jefferson (QAT)      | 0                                 | [E1] Krasilnikov / Semenov (RUS)  | 2                             |                                  |                  |  |  |              |              |  |  |        |        |
|  |                                    |                                   | [E1] Krasilnikov / Semenov (RUS)  | 2                             |                                  |                  |  |  |              |              |  |  |        |        |
|  |                                    | [D1] Díaz / González (CUB)        | 1                                 |                               |                                  |                  |  |  |              |              |  |  |        |        |
|  | [A3] Doppler / Horst (AUT)         | [D1] Díaz / González (CUB)        | 1                                 | 0                             |                                  |                  |  |  |              |              |  |  |        |        |
|  | [A3] Doppler / Horst (AUT)         |                                   |                                   | 0                             |                                  |                  |  |  |              |              |  |  |        |        |
|  | [D1] Díaz / González (CUB)         | 2                                 |                                   |                               |                                  |                  |  |  |              |              |  |  |        |        |
|  | [D1] Díaz / González (CUB)         | 2                                 | [C3] Lupo / Nicolai (ITA)         | 0                             |                                  |                  |  |  |              |              |  |  |        |        |
|  |                                    |                                   | [C3] Lupo / Nicolai (ITA)         | 0                             |                                  |                  |  |  |              |              |  |  |        |        |
|  |                                    | [A2] Alison / Bruno Schmidt (BRA) | 2                                 |                               |                                  |                  |  |  |              |              |  |  |        |        |
|  | [C1] Dalhausser / Lucena (USA)     | [A2] Alison / Bruno Schmidt (BRA) | 2                                 | 2                             |                                  |                  |  |  |              |              |  |  |        |        |
|  | [C1] Dalhausser / Lucena (USA)     |                                   |                                   | 2                             |                                  |                  |  |  |              |              |  |  |        |        |
|  | [F3] Huber / Seidl (AUT)           | 0                                 |                                   |                               |                                  |                  |  |  |              |              |  |  |        |        |
|  | [F3] Huber / Seidl (AUT)           | 0                                 | [C1] Dalhausser / Lucena (USA)    | 1                             |                                  |                  |  |  |              |              |  |  |        |        |
|  |                                    |                                   | [C1] Dalhausser / Lucena (USA)    | 1                             |                                  |                  |  |  |              |              |  |  |        |        |
|  |                                    | [A2] Alison / Bruno Schmidt (BRA) | 2                                 |                               |                                  |                  |  |  |              |              |  |  |        |        |
|  | [A2] Alison / Bruno Schmidt (BRA)  | [A2] Alison / Bruno Schmidt (BRA) | 2                                 | 2                             |                                  |                  |  |  |              |              |  |  |        |        |
|  | [A2] Alison / Bruno Schmidt (BRA)  |                                   |                                   | 2                             |                                  |                  |  |  |              |              |  |  |        |        |
|  | [F1] Gavira / Herrera (ESP)        | 0                                 |                                   |                               |                                  |                  |  |  |              |              |  |  |        |        |
|  | [F1] Gavira / Herrera (ESP)        | 0                                 | [A2] Alison / Bruno Schmidt (BRA) | 2                             |                                  |                  |  |  |              |              |  |  |        |        |
|  |                                    |                                   | [A2] Alison / Bruno Schmidt (BRA) | 2                             |                                  |                  |  |  |              |              |  |  |        |        |
|  |                                    | [B1] Brouwer / Meeuwsen (NED)     | 1                                 |                               |                                  |                  |  |  |              |              |  |  |        |        |
|  | [C2] Ontiveros / Virgen (MEX)      | [B1] Brouwer / Meeuwsen (NED)     | 1                                 | 0                             |                                  |                  |  |  |              |              |  |  |        |        |
|  | [C2] Ontiveros / Virgen (MEX)      |                                   |                                   | 0                             |                                  |                  |  |  |              |              |  |  |        |        |
|  | [E2] Nummerdor / Varenhorst (NED)  | 2                                 |                                   | Troisième place               | Troisième place                  |                  |  |  |              |              |  |  |        |        |
|  | [E2] Nummerdor / Varenhorst (NED)  | 2                                 | [E2] Nummerdor / Varenhorst (NED) | Troisième place               | Troisième place                  | 0                |  |  |              |              |  |  |        |        |
|  |                                    |                                   | [E2] Nummerdor / Varenhorst (NED) |                               |                                  | 0                |  |  |              |              |  |  |        |        |
|  |                                    | [B1] Brouwer / Meeuwsen (NED)     | 2                                 |                               |                                  |                  |  |  |              |              |  |  |        |        |
|  | [D3] Saxton / Schalk (CAN)         | [B1] Brouwer / Meeuwsen (NED)     | 2                                 | 0                             | [E1] Krasilnikov / Semenov (RUS) | 0                |  |  |              |              |  |  |        |        |
|  | [D3] Saxton / Schalk (CAN)         |                                   |                                   | 0                             | [E1] Krasilnikov / Semenov (RUS) | 0                |  |  |              |              |  |  |        |        |
|  | [B1] Brouwer / Meeuwsen (NED)      | 2                                 |                                   | [B1] Brouwer / Meeuwsen (NED) | 2                                |                  |  |  |              |              |  |  |        |        |
|  | [B1] Brouwer / Meeuwsen (NED)      | 2                                 |                                   | [B1] Brouwer / Meeuwsen (NED) | 2                                |                  |  |  |              |              |  |  |        |        |

### Huitièmes de finale
| Date         | Match                                                 | Score | Set 1   | Set 2   | Set 3   | Durée  | Stats   |
| ------------ | ----------------------------------------------------- | ----- | ------- | ------- | ------- | ------ | ------- |
| 12 août 2016 | Krasilnikov / Semenov (RUS) Cherif / Jefferson (QAT)  | 2 - 0 | 21 - 13 | 21 - 13 | -       | 36 min | Rapport |
| 12 août 2016 | Doppler / Horst (AUT) Díaz / González (CUB)           | 0 - 2 | 17 - 21 | 14 - 21 | -       | 37 min | Rapport |
| 12 août 2016 | Ontiveros / Virgen (MEX) Nummerdor / Varenhorst (NED) | 0 - 2 | 18 - 21 | 15 - 21 | -       | 39 min | Rapport |
| 12 août 2016 | Carambula / Ranghieri (ITA) Lupo / Nicolai (ITA)      | 0 - 2 | 12 - 21 | 21 - 23 | -       | 43 min | Rapport |
| 13 août 2016 | Alison / Bruno Schmidt (BRA) Gavira / Herrera (ESP)   | 2 - 0 | 24 - 22 | 21 - 13 | -       | 43 min | Rapport |
| 13 août 2016 | Evandro / Pedro Solberg (BRA) Barsouk / Liamin (RUS)  | 1 - 2 | 21 - 16 | 14 - 21 | 10 - 15 | 52 min | Rapport |
| 13 août 2016 | Saxton / Schalk (CAN) Brouwer / Meeuwsen (NED)        | 0 - 2 | 12 - 21 | 15 - 21 | -       | 37 min | Rapport |
| 13 août 2016 | Dalhausser / Lucena (USA) Huber / Seidl (AUT)         | 2 - 0 | 21 - 14 | 21 - 15 | -       | 40 min | Rapport |

### Quarts de finale
| Date         | Match                                                  | Score | Set 1   | Set 2   | Set 3   | Durée  | Stats   |
| ------------ | ------------------------------------------------------ | ----- | ------- | ------- | ------- | ------ | ------- |
| 15 août 2016 | Dalhausser / Lucena (USA) Alison / Bruno Schmidt (BRA) | 1 - 2 | 14 - 21 | 21 - 12 | 9 - 15  | 49 min | Rapport |
| 15 août 2016 | Nummerdor / Varenhorst (NED) Brouwer / Meeuwsen (NED)  | 0 - 2 | 23 - 25 | 17 - 21 | -       | 45 min | Rapport |
| 15 août 2016 | Lupo / Nicolai (ITA) Barsouk / Liamin (RUS)            | 2 - 1 | 21 - 18 | 20 - 22 | 15 - 11 | 53 min | Rapport |
| 15 août 2016 | Krasilnikov / Semenov (RUS) Díaz / González (CUB)      | 2 - 1 | 22 - 20 | 22 - 24 | 18 - 16 | 61 min | Rapport |

### Demi-finales
| Date         | Match                                                 | Score | Set 1   | Set 2   | Set 3   | Durée  | Stats   |
| ------------ | ----------------------------------------------------- | ----- | ------- | ------- | ------- | ------ | ------- |
| 16 août 2016 | Alison / Bruno Schmidt (BRA) Brouwer / Meeuwsen (NED) | 2 - 1 | 21 - 17 | 21 - 23 | 16 - 14 | 59 min | Rapport |
| 16 août 2016 | Lupo / Nicolai (ITA) Krasilnikov / Semenov (RUS)      | 2 - 1 | 15 - 21 | 21 - 16 | 15 - 13 | 56 min | Rapport |

### Match pour la médaille de bronze
| Date         | Match                                                | Score | Set 1   | Set 2   | Set 3 | Durée  | Stats   |
| ------------ | ---------------------------------------------------- | ----- | ------- | ------- | ----- | ------ | ------- |
| 18 août 2016 | Krasilnikov / Semenov (RUS) Brouwer / Meeuwsen (NED) | 0 - 2 | 21 - 23 | 20 - 22 | -     | 46 min | Rapport |

### Finale
| Date         | Match                                             | Score | Set 1   | Set 2   | Set 3 | Durée  | Stats   |
| ------------ | ------------------------------------------------- | ----- | ------- | ------- | ----- | ------ | ------- |
| 18 août 2016 | Lupo / Nicolai (ITA) Alison / Bruno Schmidt (BRA) | 0 - 2 | 19 - 21 | 17 - 21 | -     | 45 min | Rapport |

## Résultats

### Distinctions individuelles
- Meilleur joueur (MVP) :
- Meilleur scoreur :
- Meilleur passeur :
- Meilleur attaquant :
- Meilleur serveur :
- Meilleur contreur :
- Meilleur défenseur :
- Meilleur réceptionneur :